# Johan Sundström
Johan William Sundström, tidigare Carl Johan William Sjöberg Sundström, född 21 september 1992 i Örgryte församling i Göteborg, är en svensk professionell ishockeyspelare som spelar för Frölunda HC. Han har tidigare spelat för Frölunda HC, New York Islanders och deras farmarlag Bridgeport Sound Tigers.
Sundström valdes av New York Islanders i den andra rundan i 2011 års NHL-draft som 50:e spelare totalt.
Johan Sundström var med i det svenska lag som vann guld vid Junior-VM 2012.
Säsongen 2015/2016 vann han både CHL-guld och SM-guld med Frölunda.

## Klubbar
- Frölunda HC Moderklubb–2012
- Bridgeport Sound Tigers 2012–2015
- New York Islanders 2013–2014
- Frölunda HC 2015–2017
- Avangard Omsk 2017-2019
- Frölunda HC 2019-nuvarande